# Rhauderfehn
Rhauderfehn település Németországban, azon belül Alsó-Szászország tartományban. Lakosainak száma 18 620 fő (2023. december 31.). Rhauderfehn Surwold, Ostrhauderfehn, Westoverledingen, Leer, Papenburg és Jümme községekkel határos.

## Népesség
A település népességének változása:
| Lakosok száma | 17 857 | 17 850 | 18 032 | 18 341 | 18 495 | 18 620 |
|               | 2016   | 2017   | 2019   | 2021   | 2022   | 2023   |